# Campanus de Novara
Campanus de Novara   (Novara, c. 1220 - Viterbo, 13 de setembre de 1296) va ser un matemàtic i astrònom del segle xiii, conegut per la seva redacció llatina dels Elements d'Euclides.

## Vida
Tenim escassa informació sobre la vida de Campanus: només les inferències que podem fer a través de les seves obres i unes poques referències dels seus contemporanis. Ell es refereix a si mateix com Campanus Nouariensis d'on podem inferir que era nascut a Novara. Els seus contemporanis es refereixen a ell com Magister Campanus el que podria donar a entendre que era professor d'alguna Universitat, però no n'existeixen proves.
Va ser capellà dels papes Urbà IV (1261-1264), Adrià V (1276), Nicolau IV (1288-1292) i Bonifaci VIII (1294-1303) que li van concedir diversos beneficis: una canongia a Toledo i una altra a París, un rectorat a Arlès, un altre rectorat a Felmersahm (Bedfordshire). Això no vol dir que estigués mai en aquestes localitats: probablement no es va bellugar mai d'Itàlia.
És probable que els seus últims anys visqués al convent del pares agustins de Viterbo. Coneixem la data de la seva mort per una carta, datada el 17 de setembre de 1296, al papa Bonifaci VIII, en què es refereix la recent mort de Campanus.

## Principals Obres

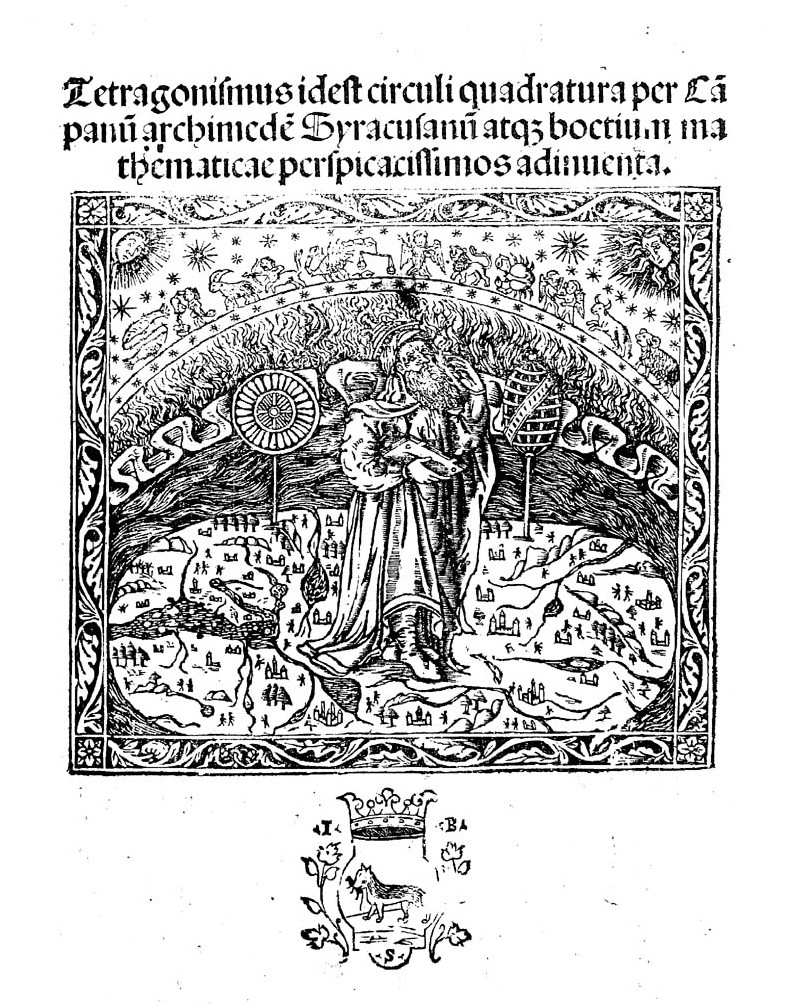
Tetragonismus idest circuli quadratura, 1503

La datació de les seves obres només és possible per les referències i/o dedicatòries que contenen i, per tant, sempre són aproximades.

### Els Elements d'Euclides
En els segles xi i xii s'havien fet diverses traduccions de l'àrab dels Elements d'Euclides (Adelard de Bath, Hermann de Caríntia i Gerard de Cremona). Campanus, a partir segurament d'una traducció d'Adelard de Bath probablement corregida per Robert de Chester, en va fer una nova redacció que per la seva claredat expositiva es va convertir en el text més popular i més influent en els segles xiii i XIV. i que només va ser substituïda en el segle xvi per les noves traduccions fetes directament d'originals grecs. Aquesta obra va ser el primer text de matemàtiques que es va portar a la recent inventada impremta l'any 1482 a Venècia. Una bona prova de la seva popularitat és que, en l'actualitat, encara se'n conserven bastant més d'un centenar de manuscrits antics.
L'obra és una reelaboració d'anteriors traduccions, amb nombroses addicions, de les que algunes es poden trobar en altres texts, mentre que d'altres semblen obra del mateix Campanus.
Per la seva dedicatòria a Jacques Pantaleon, patriarca de Jerusalem (futur papa Urbà IV), l'obra va ser escrita entre 1255 i 1261, probablement el 1259.

### Altres texts matemàtics
A part de la influent edició dels Elements, es poden atribuir a Campanus altres texts matemàtics amb diferents graus de certesa. Els de més probable autoría seva son:
- De proportione et proportionabilitate[8]
- De figura sectore[9]

### Obres astronòmiques
A part del seu treball sobre l'obra d'Euclides, Campanus també va ser un reputat astrònom, autor de cinc llibres d'astronomia i d'unes taules planetàries.

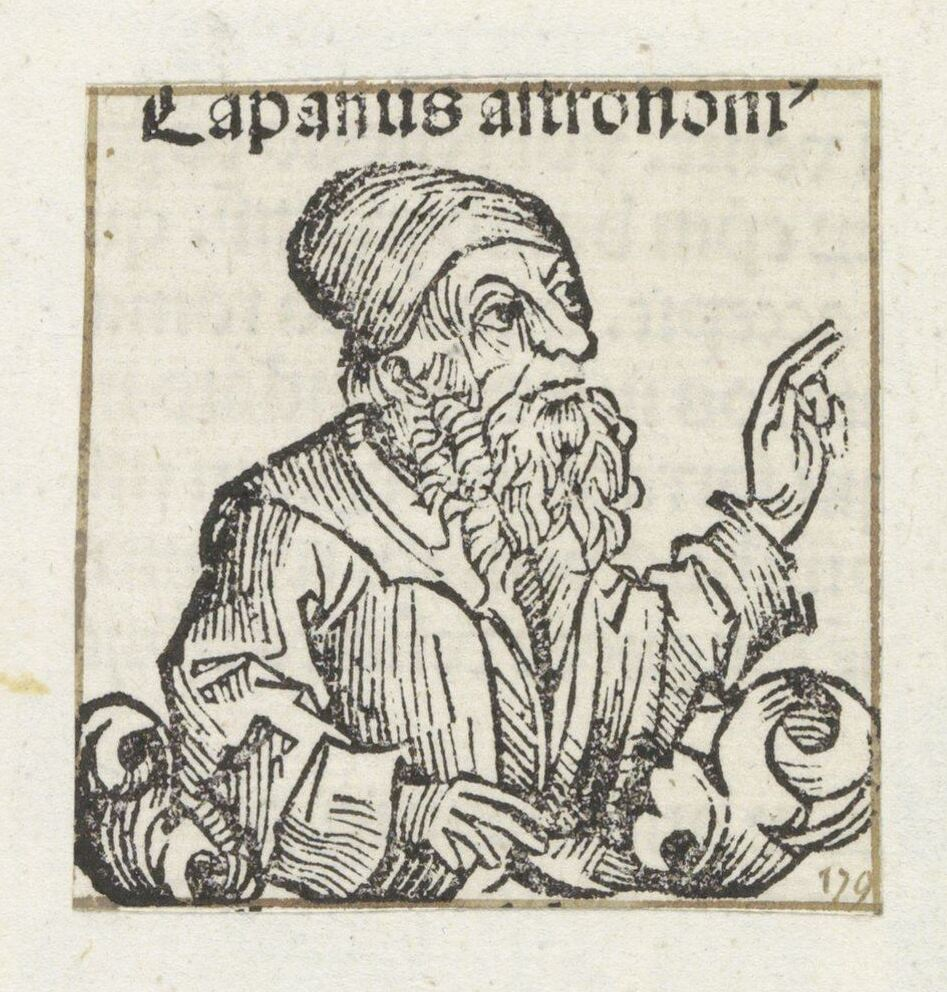
Imatge de Campanus segons el Liber Chronicarum (finals del segle XV).

L'obra astronòmica més important és el seu Theorica Planetarum composta durant el papat d'Urbà IV, és a dir entre 1261 i 1264. En aquesta obra hi ha la primera descripció llatina coneguda del equatori, instrument que ja havia estat descrit pels astrònoms andalusins Ibn al-Samh i Azarquiel. El llibre és una descripció de l'estructura i les dimensions de l'univers d'acord amb les teories ptolemàiques i en el que també es nota la influència d'Al-Farghaní. Es tracta d'una obra altament tècnica i la seva influència es va cenyir als astrònoms.
Una obra seva més popular va ser el Tractatus de sphera, una descripció de l'univers en un llenguatge intel·ligible que no requereix grans coneixements trigonomètrics.
Campanus també va escriure unes taules astronòmiques, basant-se en les Taules de Toledo d'Azarquiel i adaptades al meridià de Novara i al calendari julià.
Finalment cal citar el seu Computus maior, una de les innumerables obres que es van escriure a l'Edat Mitjana amb el propòsit d'establir el càlcul de les dates de a Quaresma.
Campanus també va adquirir una notable fama com astròleg.